# Ak Bars Kazan
Hockey Club Ak Bars conhecido como Ak Bars Kazan é um clube de hóquei no gelo profissional russo sediado em Kazan. Eles são membros da Liga Continental de Hockey.

## História
Fundando originariamente como Mashstroy Kazan em 1956, o nome depois foi trocado para  SC Uritskogo Kazan quando ingressaram na Liga Soviética.
São membros da Liga Continental de Hockey desde a primeira temporada.

## Títulos
- Copa Gagarin (2): 2009, 2010.